# Liridon Leci
Liridon Leci (Pristina, 11 febbraio 1985) è un ex calciatore albanese, difensore.

## Biografia
Nato a Pristina, nell'allora provincia autonoma jugoslava del Kosovo.

## Palmarès

### Club

#### Competizioni nazionali
- Coppa d'Albania: 1

Besa Kavajë: 2009-2010
- Supercoppa del Kosovo: 2

Prishtina: 2016
Drita: 2018
- Campionato kosovaro: 2

Drita: 2017-2018, 2019-2020